# Voorzetselvoorwerp
Het voorzetselvoorwerp is een zinsdeel dat altijd met een vast voorzetsel begint. Het komt voor bij werkwoorden met een vast voorzetsel en het verbindt wat achter het voorzetsel staat met het gezegde.
Enkele voorbeelden:
- Ik twijfel aan Wikipedia. (twijfelen aan)

Hierbij is aan Wikipedia het voorzetselvoorwerp.
- Ik ben niet tevreden met deze computer. (tevreden zijn met)

Hierbij is met deze computer het voorzetselvoorwerp.
Bij redekundige ontleding zijn er verschillende voorwerpen: het lijdend voorwerp, meewerkend voorwerp, en het voorzetselvoorwerp.
Voorzetselvoorwerpen kunnen gemakkelijk met bijwoordelijke bepalingen verward worden. Ook bijwoordelijke bepalingen beginnen namelijk vaak met een voorzetsel. Daarom is het belangrijk de kenmerken van het voorzetselvoorwerp goed te bestuderen.
1. Het is met een werkwoord verbonden door middel van een vast voorzetsel. Dat houdt in dat het voorzetsel niet door een ander voorzetsel kan worden vervangen zonder de betekenis te veranderen.
Voorbeelden:
- Hij verwondert zich over dat gedrag.
- Hij ergert zich aan de hond van de buurman.

Het schuingedrukte is het voorzetselvoorwerp. Als we het werkwoord laten staan en het voorzetsel vervangen door een ander voorzetsel ontstaat onzin.
- Hij verwondert zich in/uit dat gedrag
- Hij verwondert zich met/zonder dat gedrag
- Hij verwondert zich binnen/buiten dat gedrag

Het is belangrijk om te herkennen of het een vaste constructie is. Als het een vaste constructie is, is er sprake van een voorzetselvoorwerp. Maar het kan ook zijn dat afhankelijk van de context er geen sprake is van een vaste constructie.
- Ik wacht op de bus. (wachten op; op de bus is een voorzetselvoorwerp)
- Ik wacht op / naast / achter / onder / voor de bus (wachten; op de bus is een bijwoordelijke bepaling van plaats)

2. Heel vaak kun je er een er+dat-constructie op toepassen.
Hoe gaat dat in z'n werk? Verbind er met het voorzetsel, maak van de rest van de woordgroep een passend zinnetje, waarbij je allerlei woorden mag veranderen of toevoegen.
De twee voorbeelden van boven hier toegepast:
- Hij verwondert zich erover, dat hij zich zo vreemd gedraagt/dat hij zo'n vreemd gedrag vertoont.
- Hij ergert zich eraan, dat de hond van de buurman steeds in zijn tuin loopt.

3. Als een zinsdeel dat begint met een voorzetsel een plaats aangeeft is het een bijwoordelijke bepaling.
Voorbeeld:
- Zij hingen aan zijn lippen. (figuurlijk) (aan zijn lippen = voorzetselvoorwerp)
- De jas hangt aan de kapstok. (letterlijk) (aan de kapstok = bijwoordelijke bepaling)
- Blijf met je vingers van mijn auto af. (van mijn auto af = voorzetselvoorwerp, met je vingers = bijwoordelijke bepaling)

4. Een regel die ook werkt is de volgende. Het werkwoord waarmee het vaste voorzetsel verbonden is, heeft geen letterlijke maar een figuurlijke betekenis.
Vergelijk:
- A We rekenen op een kladblaadje. (letterlijk)
- B We rekenen op je komst. (figuurlijk)

In A is op een kladblaadje een bijwoordelijk bepaling;
in B is op je komst een voorzetselvoorwerp.
onderwerp · gezegde · persoonsvorm · zinskern · lijdend voorwerp · meewerkend voorwerp · belanghebbend voorwerp · voorzetselvoorwerp · handelend voorwerp · ondervindend voorwerp · oorzakelijk voorwerp · bepaling van gesteldheid · bijwoordelijke bepaling · bijvoeglijke bepaling